# Пирос
Пи́рос — озеро на границе Новгородской и Тверской областей России. Принадлежит бассейну Мсты. Через озеро протекает река Березайка, впадает Валдайка. Площадь — 31,2 км², длина около 10 км, ширина до 5 км. Высота над уровнем моря — 154 метра, наибольшая глубина — 11,5 метров. Площадь водосборного бассейна — 2120 км².
Озеро имеет слегка вытянутую с северо-запада на юго-восток форму. Берега в северной части высокие, живописные, заросшие хвойным лесом; на юге низменные и местами заболоченные. Южная часть озера сильно заросла камышом и тростником. На северном берегу расположены деревни: Речка, Фаустово, Узмень, Молодёново и Любец (нежилая). В полутора километров севернее Узмени находится деревня Сухоедово. На западном берегу расположена деревня Пирусс. На южном берегу — деревни Заостровье, Велье и Рютино.
Валдайка впадает в озеро в западной части, Березайка протекает через южную, наиболее узкую часть озера. В месте, где Березайка вытекает из озера, построена плотина, регулирующая сток воды в Березайку и уровень воды в Пиросе.
Через озеро проходят водные маршруты по Валдайке и Березайке. На озере Пирос неоднократно бывал Н. К. Рерих. Озеро изображено на нескольких его картинах. На берегах найдено несколько неолитических стоянок, в том числе и самим Рерихом.
Ранее озеро являлось вспомогательным частью судоходной Вышневолоцкой водной системы, и именовалось Березайским резервуаром. Накапливаемая в озере вода спускалась через сохранившийся Березайский бейшлот (58°06′59″ с. ш. 33°59′59″ в. д.) в Березайку и питала Мсту в момент прохождения по ней караванов судов.
В деревне Узмень некоторое время жил писатель Виталий Бианки. До нашего времени сохранился дом, где он жил.
Озеро соединяется протокой с небольшим озерцом, носящим название Клещинское, на берегу которого сохранились развалины (остатки фундамента) бывшей усадьбы помещиков.